# Tropaeolum wagnerianum
Tropaeolum wagnerianum là một loài thực vật có hoa trong họ Tropaeolaceae. Loài này được H.Karst. ex Klotzsch miêu tả khoa học đầu tiên năm 1849.